# 自伴算子
在数学、尤其是泛函分析中，向量空间 {\displaystyle V} 上的自伴算子（self-adjoint operator）是一类特殊的线性算子（自同态），其伴随算子是其自身。根据不同的需要，可以讨论 {\displaystyle V} 为拓扑向量空间、赋范向量空间、巴拿赫空间乃至希尔伯特空间的情况，使得伴随算子、自伴算子可以具有更丰富的性质，一个重要的例子是希尔伯特空间上自伴算子的谱定理。
若 {\displaystyle V} 是具有规范正交基的有限维复向量空间，其上自伴算子在该基下的矩阵是埃尔米特矩阵——该矩阵等于自身的共轭转置。有限维的谱定理表明，对于一个算子 {\displaystyle A} ，总能找到 {\displaystyle V} 上的规范正交基使得 {\displaystyle A} 在该基下的矩阵是一个对角矩阵，且这些对角元都是实数。
无穷维希尔伯特空间上的自伴算子的谱定理与此类似：一个算子是自伴的，当且仅当其酉等价于一个实值乘法算子。不过，黑林格-特普利茨定理表明了定义于全空间的自伴算子必然是有界的，从而无界算子至多只能定义在全空间的一个稠密子空间上，故对于无界算子须对定义域的问题多加注意。定义域的问题造成了对称算子和自伴算子的区分，而这区分对于谱定理等结论而言是至关重要的。
自伴算子在量子力学中也有重要地位。在量子力学公理的狄拉克-冯诺伊曼表述中，位置、动量、角动量和自旋等物理可观测量是由希尔伯特空间上的自伴算子表示。在哈密顿算子的谱（能级）具有重要的物理意义的同时，哈密顿算子中的动能项通常由导数算子构成，而无穷维空间中的导数算子是典型的无界算子。

## 量子力學
在量子力學裏，自伴算子，又稱為自伴算符，或厄米算符（Hermitian operator），是一種等於自己的厄米共軛的算符。給予算符{\displaystyle {\hat {O}}\,\!}和其伴隨算符{\displaystyle {\hat {O}}^{\dagger }\,\!}，假設{\displaystyle {\hat {O}}={\hat {O}}^{\dagger }\,\!}  ，則稱{\displaystyle {\hat {O}}\,\!}為厄米算符。厄米算符的期望值可以表示量子力学中的物理量。

### 可觀察量
由於每一種經過測量而得到的物理量都是實值的。所以，可觀察量{\displaystyle O\,\!}的期望值是實值的：
{\displaystyle \langle O\rangle =\langle O\rangle ^{*}\,\!}。
對於任意量子態{\displaystyle |\psi \rangle \,\!}，這關係都成立；
{\displaystyle \langle \psi |{\hat {O}}|\psi \rangle =\langle \psi |{\hat {O}}|\psi \rangle ^{*}\,\!}。
根據伴隨算符的定義，假設{\displaystyle {\hat {O}}^{\dagger }\,\!}是{\displaystyle {\hat {O}}\,\!}的伴隨算符，則{\displaystyle \langle \psi |{\hat {O}}|\psi \rangle ^{*}=\langle \psi |{\hat {O}}^{\dagger }|\psi \rangle \,\!}。因此，
{\displaystyle {\hat {O}}={\hat {O}}^{\dagger }\,\!}。
這正是厄米算符的定義。所以，表示可觀察量的算符{\displaystyle {\hat {O}}\,\!}，都是厄米算符。
可觀察量，像位置，動量，角動量，和自旋，都是用作用於希爾伯特空間的自伴算符來代表。哈密頓算符{\displaystyle {\hat {H}}\,\!}是一個很重要的自伴算符，表達為
{\displaystyle {\hat {H}}\psi =-{\frac {\hbar ^{2}}{2m}}\nabla ^{2}\psi +V\psi \,\!}；
其中，{\displaystyle \psi \,\!}是粒子的波函數，{\displaystyle \hbar \,\!}是約化普朗克常數，{\displaystyle m\,\!}是質量，{\displaystyle V\,\!}是位勢。
哈密頓算符所代表的哈密頓量是粒子的總能量，一個可觀察量。
動量是一個可觀察量，動量算符應該也是厄米算符：選擇位置空間，量子態{\displaystyle |\psi \rangle \,\!}的波函數為{\displaystyle \psi (x)\,\!}，
{\displaystyle \langle \psi |{\hat {p}}|\psi \rangle =\int _{-\infty }^{\infty }\ \psi ^{*}{\frac {\hbar }{i}}{\frac {\partial \psi }{\partial x}}\ dx=\left.{\frac {\hbar }{i}}\psi ^{*}\psi \right|_{-\infty }^{\infty }-\int _{-\infty }^{\infty }\ {\frac {\hbar }{i}}{\frac {\partial \psi ^{*}}{\partial x}}\psi \ dx=\int _{-\infty }^{\infty }\ \left({\frac {\hbar }{i}}{\frac {\partial \psi }{\partial x}}\right)^{*}\psi \ dx=\langle \psi |{\hat {p}}|\psi \rangle ^{*}=\langle \psi |{\hat {p}}^{\dagger }|\psi \rangle \,\!}。
對於任意量子態{\displaystyle |\psi \rangle \,\!}，{\displaystyle {\hat {p}}={\hat {p}}^{\dagger }\,\!}。所以，動量算符確實是一個厄米算符。